# حيدر الملا
حيدر صادق نوري لطيف الملا هو سياسي ومحامي عراقي، ولد في بغداد في 30 آذار 1969.
حاصل على شهادة البكالوريوس في القانون من جامعة بغداد.
شغل عضوية مجلس النواب العراقي بين عامي 2010-2014 عن القائمة العراقية منتخبًا عن محافظة بغداد وكان مقررًا للجنة حقوق الإنسان.
في تشرين الأول 2019، صدرت بحقه مذكرة اعتقال بتهمة التحريض على المظاهرات. كما أعلنت وزارة الداخلية سنة 2020 أنها ستقاضيه بسبب تصريح له متعلق بتصاريح إقامات ودخول الأجانب إلى العراق.